# World Championship of Online Poker 2004

Logo von PokerStars

Die World Championship of Online Poker 2004 war die dritte Austragung der Onlinepoker-Weltmeisterschaft und fand vom 28. Juli bis 9. August 2004 auf der Plattform PokerStars statt.

## Turnierplan
| #  | Beginn        | Buy-in (in $) | Variante                          | Teilnehmer | Sieger       | Herkunft           | Preisgeld (in $) |
| -- | ------------- | ------------- | --------------------------------- | ---------- | ------------ | ------------------ | ---------------- |
| 1  | 28. Juli 2004 | 0320          | Pot Limit Omaha High/Low          | 0627       | AustinKearns | Vereinigte Staaten | 047.025          |
| 2  | 29. Juli 2004 | 0215          | No Limit Texas Hold’em Heads-Up   | 1024       | tobiper      | Schweden           | 040.960          |
| 3  | 30. Juli 2004 | 0215          | Limit Texas Hold’em               | 1272       | obiwon       | Vereinigte Staaten | 058.512          |
| 4  | 31. Juli 2004 | 0215          | No Limit Texas Hold’em            | 1389       | dblgutshot   | Vereinigte Staaten | 109.033          |
| 5  | 1. Aug. 2004  | 0530          | No Limit Texas Hold’em            | 1642       | Sporto623    | Vereinigte Staaten | 068.892          |
| 6  | 2. Aug. 2004  | 0320          | Seven Card Stud                   | 0505       | CoolHandTony | Vereinigte Staaten | 037.875          |
| 7  | 3. Aug. 2004  | 0530          | Pot Limit Texas Hold’em           | 0728       | fabsoul      | Frankreich         | 060.230          |
| 8  | 4. Aug. 2004  | 0530          | Limit Omaha High/Low              | 0513       | Raptor19     | Vereinigte Staaten | 051.300          |
| 9  | 5. Aug. 2004  | 0530          | Seven Card Stud High/Low          | 0454       | LBJ1         | Vereinigte Staaten | 056.750          |
| 10 | 6. Aug. 2004  | 0530          | Pot Limit Omaha                   | 0487       | joelmick     | Vereinigte Staaten | 041.986          |
| 11 | 7. Aug. 2004  | 1050          | Limit Texas Hold’em               | 0601       | Mandelbrot   | Vereinigte Staaten | 062.296          |
| 12 | 8. Aug. 2004  | 2600          | No Limit Texas Hold’em Main Event | 0843       | Ragde        | Norwegen           | 424.945          |